# Diphlebia nymphoides
Diphlebia nymphoides – gatunek ważki równoskrzydłej z rodziny Lestoideidae.
Samce na terga odwłokowych od czwartego do szóstego mają po dwa boczne, niebieskie znaki na czarnym tle. Samice mają wierzch odwłoka niebieski z czarną linią środkową smuklejszą na terga drugim i trzecim niż na terga IV–VII. Larwy mają smukłe i długie skrzelotchawki oraz małe i nieco zakrzywione głaszczki. Osiągają do 20 mm długości.
Gatunek zasiedla rzeki i strumienie wschodniej i południowo-wschodniej Australii.